# Wera Michailowna Derwies
Wera Michailowna Derwies (russisch Вера Михайловна Дервиз; * 21. Märzjul. / 2. April 1878greg. in Staroschilowo, Gouvernement Rjasan; † 1951 in Nowolissino bei Tosno, Oblast Leningrad) war eine russische bzw. sowjetische Geologin und Petrographin.

## Leben
Derwies' Vater Michail Grigorjewitsch von Derwies (1832–1888) war Rjasaner Adelsmarschall und Besitzer des Landguts Staroschilowo, das sein älterer Bruder Paul von Derwies ihm geschenkt hatte. Nach dem Verkauf des Landguts 1881 ließ sich die Familie Derwies in einem erworbenen großen Steinhaus im Dorf Djagilewo bei Rjasan nieder, wo fünf Jahre später ein Bahnhof entstand.
In Moskau besuchte Derwies das Jekaterina-Institut für adlige Mädchen mit Abschluss 1896 und studierte dann in St. Petersburg in den Höheren Bestuschew-Kursen für Frauen in der Physikalisch-Mathematischen Fakultät mit Abschluss 1900. Ab 1904 studierte sie an der Universität Genf in der Physikalischen Fakultät Geologie, Petrographie und Mineralogie. In den Sommerferien führte sie Expeditionen in den Kaukasus durch. Sie untersuchte die Pjatigorsker Lakkolithen und veröffentlichte die Ergebnisse 1905 in Genf. Ebenso veröffentlichte sie ihre Untersuchung der Eruptivgesteine in der Umgebung Nachitschewans. Ihre Dissertation über die  Lakkolithen Pjatigorsks verteidigte sie an der Universität Genf 1910 mit Erfolg für die Promotion zur Doktorin der Physik.
Ab 1910 arbeitete Derwies für das staatliche Geologische Komitee und wurde 1911 Vollmitglied der Kaiserlichen Mineralogischen Gesellschaft. Sie untersuchte 1913 und 1914 das Gebiet der Sadon-Blei-Zink-Lagerstätte bei Alagir. Anhand der von Nikolai Tichonowitsch und Pjotr Ignatjewitsch Polewoi in den Jahren 1908–1910 auf Sachalin gesammelten Proben verfasste sie eine Studie über die kristallinen Gesteine des russischen Sachalins. Ihre Untersuchungen von Lagerstätten in verschiedenen Landesteilen führte sie auch nach der Oktoberrevolution fort.
Nach der Säuberung des Geologischen Komitees in Leningrad und Umwandlung in das Zentrale Forschungsinstitut für Geologische Prospektion 1931 wurde Derwies in die Ural-Abteilung des Instituts in Swerdlowsk versetzt. Sie explorierte und prospektierte die Welujewskoje-Eisenerz-Lagerstätte bei Kuschwa mit Eintrag ihrer Ergebnisse in die geologische Karte.
Nach der Pensionierung 1934 kehrte Derwies nach Leningrad zurück und arbeitete auf Vertragsbasis im Kupferhütten-Trust Glawmed, in der Akademie der Wissenschaften der UdSSR und im Zentralen Forschungsinstitut für Geologische Prospektion. Auf eigene initiative untersuchte sie die für die Verteidigung wichtige komplexe Wolkowskoje-Eisen-Kupfer-Titan-Vanadium-Lagerstätte im Ural.
Im Deutschen Angriffskrieg gegen die Sowjetunion während der Leningrader Blockade beteiligte sich Derwies an der Aushebung der Schützengräben und war Gefreite bei der Luftverteidigung. Sie arbeitete mit dem Forschungsinstitut für Kommunalwirtschaft zusammen und untersuchte Lagerstätten von Baustoffen in Leningrad. Die Akademie-Vollmitglieder Wladimir Obrutschew, Pawel Stepanow, Alexander Sawarizki und Dmitri Beljankin beantragten Derwies' Promotion zur Doktorin der geologischen Wissenschaften.
Infolge einer in einer Bibliothek erzählten Anekdote wurde Derwies am 20. Oktober 1945 wegen konterrevolutionärer Propaganda verhaftet und im Januar 1946 nach Artikel 58 des Strafgesetzbuches der RSFSR zu 10 Jahren Lagerhaft verurteilt. Sie befand sich bis 1949 im Gefängnis für politische Häftlinge und kam dann ins Arbeitslager Nr. 20. Sie starb 1951 am Bahnhof Nowolissino in der Oblast Leningrad. Dank der Bemühungen des Geologen W. I. Remisowski wurde sie am 25. Mai 1989 rehabilitiert.

## Ehrungen
- Medaille „Für die Verteidigung Leningrads“ (1944)